# Jennifer Grant
Jennifer Diane Grant (Burbank, 26 februari 1966) is een Amerikaans actrice.
Ze werd geboren als dochter van Cary Grant en Dyan Cannon. Hoewel ze allebei acteurs waren, wilden haar ouders niet dat ze een actrice zou worden. Ze studeerde in 1987 af aan de Stanford-universiteit. Ze werkte jaren voor een advocatencollectief, maar kreeg in 1993 toch haar eerste acteerrol, namelijk die van Celeste Lundy in de televisieserie Beverly Hills, 90210. Ook had ze gastrollen in verscheidene series, waaronder in Friends, Walker, Texas Ranger en Ellen.
Grant speelde na een bijrol in The Evening Star (1996) voornamelijk hoofdrollen in B-films. Ook speelde ze van 1999 tot en met 2000 in de komedieserie Movie Stars. Haar laatste verschijning maakte ze in 2007, met een rol in de televisiefilm My Daughter's Secret.
Op 12 augustus 2008 beviel ze van haar eerste zoon, Cary Benjamin Grant. Wie de vader is is niet bekend.

## Filmografie
- Gemeinsame Normdatei: 101536991X
- International Standard Name Identifier: 0000 0001 0958 6974
- Library of Congress Control Number: nr2005024206
- Virtual International Authority File: 19636251
- WorldCat: E39PBJkhKgCyjHKxjrfKbwbDbd